# Mordy
Mordy ist eine Stadt im Powiat Siedlecki der Woiwodschaft Masowienin Polen. Sie ist Sitz der gleichnamigen Stadt-und-Land-Gemeinde mit 5716 Einwohnern (Stand 31. Dezember 2020).

## Geschichte der Juden
Um 1920 lebten in Mordy 1800 Juden, das war etwa die Hälfte der Bevölkerung. Nach der deutschen Besetzung Westpolens 1939 richtete die deutsche Kreisverwaltung im November 1941 ein Ghetto ein, das mit den in der Zwischenzeit hierher Deportierten 3380 Personen umfasste. Durch weitere Deportationen stieg die Ghettobevölkerung bis August 1942 auf 4500 Personen an, als das Ghetto aufgelöst wurde und die Menschen in das Vernichtungslager Treblinka transportiert wurden.

## Gemeinde
Zur Stadt-und-Land-Gemeinde (gmina miejsko-wiejska) Mordy gehören die Stadt selbst und 30 Dörfer mit Schulzenämtern.

## Sohn der Stadt
- Józef Buchbinder (1839–1909), Maler und Grafiker